# Ziegelhütte (Wüstung, Escherndorf)
Die Ziegelhütte ist eine Wüstung in der Gemarkung des Volkacher Gemeindeteils Escherndorf. Noch 1888 wurde die Ziegelhütte als eigenständiger Ortsteil (Einöde) von Escherndorf genannt.

## Geografische Lage
Die Lage der Ziegelhütte ist ungeklärt, weil keine Überreste des ehemaligen Ortsteils zu sehen sind. Der einzige Hinweis auf den Einödhof im Jahr 1888 nennt eine Entfernung von 0,5 km von der Johanneskirche in Escherndorf. Zwei Orte geben Hinweise auf die ehemalige Ziegelhütte. Im Osten der Gemeinde Escherndorf befindet sich noch ein einzeln stehender Hof, in dem ein Gasthaus untergebracht ist. Auf der anderen, heute Nordheimer Mainseite liegen die Ziegelwiesen als Flurstück. Dort befindet sich der inzwischen aufgegebene Truppenübungsplatz Volkach-Nordheim.

## Geschichte
Die Escherndorfer Ziegelhütte war der Ort, in dem Ziegel für den Hausbau gebrannt wurden. Ähnlich wie ihr Krautheimer Pendant wird auch die Escherndorfer Hütte in der Zeit vor der Säkularisation der Dorfherrschaft, in diesem Fall dem Hochstift Würzburg, unterstanden haben. Die Hütte tauchte im Bayerischen Ortschaftenverzeichnis des Jahres 1888 einmalig als Einöde auf. Sie war der Pfarrei Escherndorf zugeordnet und hatte damals zwei Einwohner, die einen Weinberg bewirtschafteten.
Obwohl die Ziegelhütte anschließend nicht mehr als Ortsteil auftauchte, bestand sie dennoch weiter fort. Hinweis darauf gibt eine Fotografie des Jahres 1910 im Volkacher Stadtarchiv mit der Unterschrift „Einkehr in der Escherndorfer Ziegelhütte (1910)“. Wahrscheinlich bestand ein Gasthaus oder eine Heckenwirtschaft mit Weinausschank in den Räumlichkeiten der ehemaligen Ziegelbrennerei.